# Владимиров Микола Прохорович
Микола Прохорович Владимиров (рос. Владимиров Николай Прохорович; 18 грудня 1898, Руська Руя, Ернурська волость, Яранський повіт, Вятська губернія, Російська імперія ― 2 жовтня 1973, Сочі, Краснодарський край, РРФСР, СРСР) — радянський діяч і керівник охорони здоров'я. Директор Томського медичного інституту (1940―1941), Томського науково-дослідного Інституту фізичних методів лікування (1953—1954) та Державного бальнеологічного науково-дослідного інституту в Сочі (1954―1957). Заслужений лікар РРФСР (1948). Учасник Лютневої та Жовтневої революцій, Громадянської та Німецько-радянської війни. Член РСДРП (б) із 1918 року.

## Біографія
Народився 18 грудня 1898 року в присілку Руська Руя (нині Оршанського району Марій Ел) у селянській родині.
Після закінчення Царевококшайського міського училища в 1914 році — вчитель в с. Оршанка Яранського повіту Вятської губернії.
Із 1916 року на армійській службі: учасник Лютневої та Жовтневої революцій в Петрограді. У 1918 році прийнятий в РСДРП (б). У березні 1918 року — перший голова Ради в рідному селі. Учасник Громадянської війни: до 1923 року — від рядового до командира кавалерійського ескадрону на Східному й Західному фронтах. Був важко поранений.
У 1924—1925 роках жив у Краснококшайську: учень радянсько-партійної школи, співробітник ОДПУ.
У 1932 році закінчив Томський медичний інститут. Перейшов на адміністративну роботу: з 1934 року — директор курорту Білокуріха, з 1936 року — завідувач Томським міським відділом здоров'я, у 1937—1939 роках — головний лікар санаторія в м. Бердське Новосибірської області, у 1940—1941 роках — директор Томського медичного інституту. У 1940 році отримав ступінь кандидата медичних наук.
У серпні 1941 року став добровольцем РСЧА. Учасник німецько-радянської війни: начальник військового рухомого госпіталю 196 в Томську, з 1943 року — начальник евакогоспіталю 2843 на Західному, 1-му, 2-му, 3-му Білоруських фронтах, майор медичної служби. Був поранений, контужений. У грудні 1945 року демобілізувався з армії. Нагороджений орденами Червоного Прапора, Вітчизняної війни II ступеня, Червоної Зірки та іншими медалями.
Після демобілізації повернувся до Томська: доцент Томського медичного інституту, в 1953—1954 роках ― директор Томського НДІ фізичних методів лікування. У 1954—1957 роках був директором Державного бальнеологічного НДІ у Сочі. Відомий як прихильник адміністративно-командних методів керівництва наукою.
За заслуги в області охорони здоров'я у 1948 році йому присвоєно почесне звання «Заслужений лікар РРФСР». Нагороджений орденом «Знак Пошани» та іншими медалями.
Пішов із життя 2 жовтня 1973 року в Сочі, похований там же.

## Звання та нагороди
- Заслужений лікар РРФСР (1948)[2]
- Орден Червоного Прапора (1967)[2]
- Орден Вітчизняної війни II ступеня (1945)[3]
- Орден Червоної Зірки (29.04.1945)[3][6]
- Орден «Знак Пошани» (1953)[2]
- Медаль «Партизанові Вітчизняної війни» II ступеня[6][7]
- Медаль «За взяття Кенігсберга»[6][7]
- Медаль «За взяття Берліна»[6][7]
- Медаль «За доблесну працю. В ознаменування 100-річчя від дня народження Володимира Ілліча Леніна»[2]